# Parafia św. Mikołaja w Krobi
Parafia św. Mikołaja w Krobi – rzymskokatolicka parafia w mieście Krobia, należy do dekanatu krobskiego. Powstała w XI wieku. Obecny kościół parafialny, barokowy, bazylikowy, trzynawowy zbudowany 1757-1767. Mieści się przy ulicy Biskupiańskiej.